# Stefan Struve
Stefan Jaimy Struve (Beverwijk, 18 de fevereiro de 1988) é um holandês lutador de artes marciais mistas (MMA) do UFC, da divisão dos pesos-pesados. Struve é conhecido como "Skyscraper" (Arranha-céu) pela sua enorme altura (2,13 m) e envergadura (215 cm), que faz de Stefan o lutador mais alto da história do UFC. Struve já venceu nomes como Pat Barry, Stipe Miocic e Antônio Rodrigo Nogueira.
Sua ultima luta foi dia 07/12/2019, contra Ben Rothwell, Tendo perdido por nocaute técnico. Struve conta com 29 vitórias, 12 derrotas e nenhum empate.

## Afastamento do MMA
Aos 25 anos, o peso-pesado Stefan Struve teve sua carreira interrompida devido a problemas cardíacos. O holandês foi diagnosticado com vazamento da válvula aórtica e coração aumentado, conforme noticiou o UFC Tonight, noticiário oficial do Ultimate, no dia 20 de agosto de 2013.
Posteriormente, Struve saiu da aposentadoria e retornou ao MMA, mas apresenta uma sequência bastante irregular desde então.

## Títulos e prêmios MMA
- Ultimate Fighting Championship
  - Performance da Noite (1 vez)
  - Luta da Noite (1 vez)
  - Nocaute da Noite (1 vez)
  - Finalização da Noite (3 vezes)

## Cartel no MMA
| Cartel no MMA       |             |             |
| 41 lutas            | 29 vitórias | 12 derrotas |
| Por nocaute         | 8           | 8           |
| Por finalização     | 18          | 1           |
| Por decisão         | 2           | 3           |
| Por desqualificação | 1           | 0           |

| Res.    | Cartel | Oponente               | Método                                     | Evento                                  | Data       | Round | Tempo | Local                     | Notas                                                  |
| ------- | ------ | ---------------------- | ------------------------------------------ | --------------------------------------- | ---------- | ----- | ----- | ------------------------- | ------------------------------------------------------ |
| Derrota | 29-13  | Tai Tuivasa            | Nocaute (socos)                            | UFC 254: Khabib vs. Gaethje             | 24/10/2020 | 1     | 4:59  | Abu Dhabi                 |                                                        |
| Derrota | 29-12  | Ben Rothwell           | Nocaute Técnico (socos)                    | UFC on ESPN: Overeem vs. Rozenstruik    | 07/12/2019 | 2     | 4:57  | Washington, D.C           |                                                        |
| Vitória | 29-11  | Marcos Rogério de Lima | Finalização (katagatame)                   | UFC Fight Night: Blachowicz vs. Santos  | 23/02/2019 | 2     | 2:21  | Praga                     | Performance da Noite.                                  |
| Derrota | 28-11  | Marcin Tybura          | Decisão (unânime)                          | UFC Fight Night: Shogun vs. Smith       | 22/07/2018 | 3     | 5:00  | Hamburgo                  |                                                        |
| Derrota | 28-10  | Andrei Arlovski        | Decisão (unânime)                          | UFC 222: Cyborg vs. Kunitskaya          | 03/03/2018 | 3     | 5:00  | Las Vegas, Nevada         |                                                        |
| Derrota | 28-9   | Alexander Volkov       | Nocaute Técnico (socos)                    | UFC Fight Night: Volkov vs. Struve      | 02/09/2017 | 3     | 3:30  | Roterdão                  | Luta da Noite.                                         |
| Vitória | 28-8   | Daniel Omielańczuk     | Finalização (triângulo de mão)             | UFC 204: Bisping vs. Henderson II       | 08/10/2016 | 2     | 1:41  | Manchester                |                                                        |
| Vitória | 27-8   | Antônio Silva          | Nocaute (socos e cotoveladas)              | UFC Fight Night: Overeem vs. Arlovski   | 08/05/2016 | 1     | 0:15  | Roterdão                  | Performance da Noite                                   |
| Derrota | 26-8   | Jared Rosholt          | Decisão (unânime)                          | UFC 193: Rousey vs. Holm                | 14/11/2015 | 3     | 5:00  | Melbourne                 |                                                        |
| Vitória | 26-7   | Minotauro Nogueira     | Decisão (unânime)                          | UFC 190: Rousey vs. Correia             | 01/08/2015 | 3     | 5:00  | Rio de Janeiro            |                                                        |
| Derrota | 25-7   | Alistair Overeem       | Nocaute Técnico (socos)                    | UFC on Fox: dos Santos vs. Miocic       | 13/12/2014 | 1     | 4:13  | Phoenix, Arizona          |                                                        |
| Derrota | 25-6   | Mark Hunt              | Nocaute Técnico (soco)                     | UFC on Fuel TV: Silva vs. Stann         | 03/03/2013 | 3     | 1:44  | Saitama                   |                                                        |
| Vitória | 25-5   | Stipe Miocic           | Nocaute Técnico (socos)                    | UFC on Fuel TV: Struve vs. Miocic       | 29/09/2012 | 2     | 3:50  | Nottingham                | Luta da Noite.                                         |
| Vitória | 24-5   | Lavar Johnson          | Finalização (chave de braço)               | UFC 146                                 | 26/05/2012 | 1     | 1:05  | Las Vegas, Nevada         | Finalização da Noite                                   |
| Vitória | 23-5   | Dave Herman            | Nocaute Técnico (socos)                    | UFC on Fuel TV: Sanchez vs. Ellenberger | 15/02/2012 | 2     | 3:52  | Omaha, Nebraska           |                                                        |
| Vitória | 22-5   | Pat Barry              | Finalização (triângulo com chave de braço) | UFC Live: Cruz vs. Johnson              | 01/10/2011 | 2     | 3:22  | Washington, D.C.          | Finalização da Noite                                   |
| Derrota | 21-5   | Travis Browne          | Nocaute (soco voador)                      | UFC 130                                 | 28/05/2011 | 1     | 4:11  | Las Vegas, Nevada         |                                                        |
| Vitória | 21-4   | Sean McCorkle          | Nocaute Técnico (socos)                    | UFC 124                                 | 11/12/2010 | 1     | 3:55  | Montreal, Quebec          |                                                        |
| Vitória | 20-4   | Christian Morecraft    | Nocaute (socos)                            | UFC 117                                 | 07/08/2010 | 2     | 0:22  | Oakland, California       | Nocaute da Noite.                                      |
| Derrota | 19-4   | Roy Nelson             | Nocaute Técnico (socos)                    | UFC Fight Night: Florian vs. Gomi       | 31/03/2010 | 1     | 0:39  | Charlotte, North Carolina |                                                        |
| Vitória | 19-3   | Paul Buentello         | Decisão (majoritária)                      | UFC 107                                 | 12/12/2009 | 3     | 5:00  | Memphis, Tennessee        |                                                        |
| Vitória | 18-3   | Chase Gormley          | Finalização (triângulo)                    | UFC 104                                 | 24/10/2009 | 1     | 4:04  | Los Angeles, California   | Finalização da Noite.                                  |
| Vitória | 17-3   | Denis Stojnić          | Finalização (mata-leão)                    | UFC 99                                  | 13/06/2009 | 2     | 2:37  | Cologne                   |                                                        |
| Derrota | 16-3   | Junior dos Santos      | Nocaute Técnico (socos)                    | UFC 95                                  | 21/02/2009 | 1     | 0:54  | Londres                   | Estreia no UFC.                                        |
| Vitória | 16-2   | Mario Neto             | Finalização (mata-leão)                    | CG 10: Clash of the Titans              | 29/11/2008 | 2     | 3:19  | Liverpool                 |                                                        |
| Vitória | 15-2   | Ralf Wonnink           | Finalização (chave de braço)               | KOE: Tough Is Not Enough                | 05/10/2008 | 1     | N/A   | Rotterdam                 |                                                        |
| Vitória | 14-2   | Yuji Sakuragi          | Finalização (triângulo)                    | M-1 Challenge 6: Korea                  | 29/08/2008 | 1     | 2:30  | Coreia do Sul             |                                                        |
| Vitória | 13-2   | Colin Robinson         | Finalização (triângulo)                    | Cage Gladiators 8                       | 27/07/2008 | 1     | N/A   | Inglaterra                |                                                        |
| Vitória | 12-2   | Ralf Wonnink           | Finalização (mata-leão)                    | Beast of the East                       | 26/01/2008 | 1     | N/A   | Países Baixos             |                                                        |
| Derrota | 11-2   | Christian M'Pumbu      | Finalização (d'arce choke)                 | Star of Peresvit                        | 07/12/2007 | 1     | 2:05  | Kiev                      | Semifinal do GP Peso Aberto do Star of Peresvit        |
| Vitória | 11-1   | Sergey Danish          | Nocaute Técnico (interrupção do córner)    | Star of Peresvit                        | 07/12/2007 | 2     | 2:20  | Kiev                      | Quartas de Final do GP Peso Aberto do Star of Peresvit |
| Vitória | 10-1   | Tomek Smykowski        | Finalização (estrangulamento)              | TFS: Mixfight Gala VI                   | 25/11/2007 | 1     | N/A   | Munique                   |                                                        |
| Vitória | 9-1    | Tom Blackledge         | Finalização (triângulo)                    | Cage Gladiators 5                       | 04/11/2007 | 1     | 2:14  | Liverpool                 |                                                        |
| Vitória | 8-1    | Denis Komkin           | Finalização (mata-leão)                    | Siberian Challenge 1                    | 14/10/2007 | 1     | N/A   | Bratsk                    |                                                        |
| Vitória | 7-1    | Marko Sintic           | Finalização (triângulo)                    | CF: The Real Deal                       | 05/05/2007 | 1     | N/A   | Emmen                     |                                                        |
| Vitória | 6-1    | Atte Backman           | Finalização (triângulo)                    | Fight Festival 21                       | 17/03/2007 | 1     | 3:54  | Helsinki                  |                                                        |
| Vitória | 5-1    | Florian Müller         | Nocaute Técnico (socos)                    | Outsider Cup 6                          | 16/12/2006 | 2     | 1:38  | Duisburg                  |                                                        |
| Vitória | 4-1    | Marcus Sursa           | Finalização (triângulo)                    | WEF: Orleans Arena                      | 10/06/2006 | 1     | 3:01  | Las Vegas, Nevada         | Estréia no Peso Pesado.                                |
| Vitória | 3-1    | Murat Bourekba         | Desqualificação                            | Staredown City                          | 05/02/2006 | N/A   | N/A   | Oostzaan                  |                                                        |
| Vitória | 2-1    | Emir Smajlovic         | Nocaute (socos)                            | MMA: Event                              | 17/09/2005 | 1     | N/A   | Países Baixos             |                                                        |
| Derrota | 1-1    | Romualds Garkulis      | Nocaute Técnico (interrupção do córner)    | Mixfight Gala                           | 16/04/2005 | 1     | 5:00  | Países Baixos             |                                                        |
| Vitória | 1-0    | John De Wilde          | Finalização (chave de braço)               | Gentlemen Fight Night                   | 19/03/2005 | 1     | N/A   | Países Baixos             | Estreia no Peso Meio Pesado                            |